# Palestina de Goiás
Palestina de Goiás là một đô thị thuộc bang Goiás, Brasil. Đô thị này có diện tích 1320,683 km², dân số năm 2007 là 3405 người, mật độ 2,6 người/km².